# Cantonul Saint-Saëns
Cantonul Saint-Saëns este un canton din arondismentul Dieppe, departamentul Seine-Maritime, regiunea Haute-Normandie, Franța.

## Comune
| Comune                  | Populație (1999) | Cod poștal | Cod INSEE |
| ----------------------- | ---------------- | ---------- | --------- |
| Bosc-Bérenger           | 177              | 76680      | 76119     |
| Bosc-Mesnil             | 212              | 76680      | 76126     |
| Bradiancourt            | 138              | 76680      | 76139     |
| Critot                  | 451              | 76680      | 76200     |
| Fontaine-en-Bray        | 170              | 76440      | 76269     |
| Mathonville             | 174              | 76680      | 76416     |
| Maucomble               | 321              | 76680      | 76417     |
| Montérolier             | 500              | 76680      | 76445     |
| Neufbosc                | 274              | 76680      | 76461     |
| Rocquemont              | 606              | 76680      | 76532     |
| Sainte-Geneviève        | 251              | 76440      | 76578     |
| Saint-Martin-Osmonville | 824              | 76680      | 76621     |
| Saint-Saëns             | 2 553            | 76680      | 76648     |
| Sommery                 | 645              | 76440      | 76678     |
| Ventes-Saint-Rémy       | 218              | 76680      | 76733     |